# Alexis Brosset
Alexis Brosset, född 16 september 1912 i Sankt Petersburg, död 19 maj 2002 i Askims församling, var en svensk läkare. Han var bror till Cyrill Brosset.
Efter studentexamen i Stockholm 1930 blev Brosset medicine kandidat 1933, medicine licentiat 1938 och medicine doktor vid Karolinska institutet i Stockholm 1952 på avhandlingen Duration of labor and some clinical complications: A clinical and statistical study samt docent i obstetrik och gynekologi vid Göteborgs universitet 1963.
Brosset blev biträdande sjukhusläkare vid Flottans sjukhus i Karlskrona 1939, underläkare vid neurokirurgiska kliniken på Serafimerlasarettet 1940, amanuens på Allmänna barnbördshuset 1941, var underläkare vid kirurgiska avdelningen på Sabbatsbergs sjukhus 1941–43, vid kirurgiska avdelningen på Linköpings lasarett och kirurgiska kliniken på Lunds lasarett 1943, tredje och förste underläkare på Allmänna barnbördshuset 1944–53, biträdande överläkare där 1953–59 samt överläkare vid kvinnokliniken på Mölndals lasarett från 1959.
Brosset erhöll marinläkarstipendium 1938, blev marinläkare av första graden i Marinläkarkåren 1946, i reserven från 1952. Han var läkare på Svenska Röda korsets sjukhus i Fauske 1945 och Svenska Röda korsets expeditioner till Ungern 1946.